# إقليم العاصمة
إقليم العاصمة (بالإنجليزية: Capital Region)‏ هو أقليم في آيسلندا، يتبع آيسلندا، عاصمته ريكيافيك.